# Психологическое ценообразование

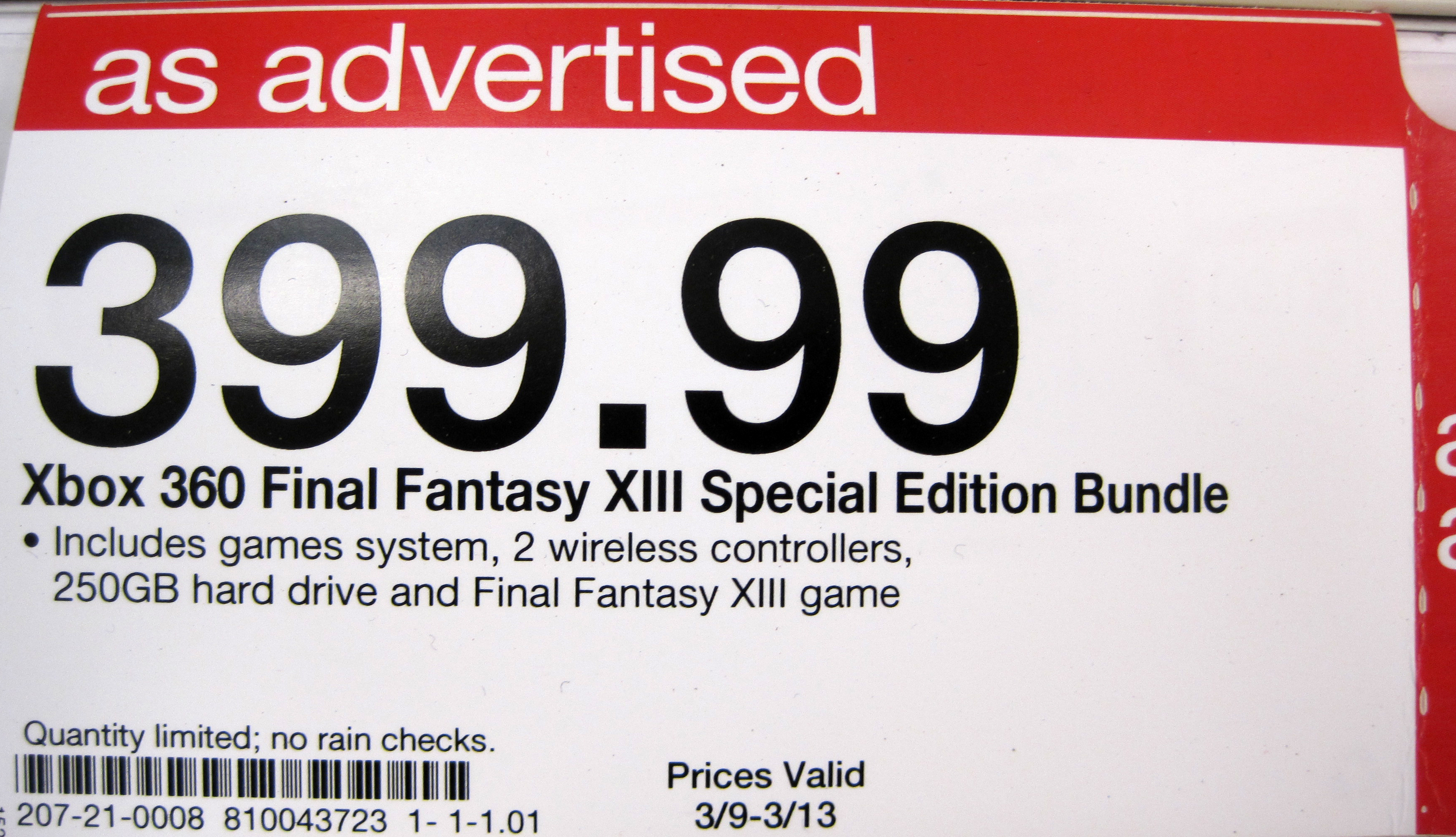
Пример подобного ценообразования. Цена на единицу товара указана как 399.99 долларов США, т.е $400 без одного цента.

Ценообразование с учётом психологических факторов — маркетинговый метод, основанный на теории о том, что у определённых цен есть психологическое воздействие. 
Розничные цены часто бывают «нечётными»: немного меньше, чем круглое число, например, 19,99$ или 6,95£ (но не обязательно математически нечётными, может быть и 2,98). Теория заключается в том, что эти особенности побуждают к совершению покупок более, чем если бы потребители были совершенно рациональны. Психологическое ценообразование — это одна из причин формирования уровней цен (price points).

## Исследования
Согласно исследованию 1997 года, опубликованному в Marketing Bulletin, приблизительно 60 % цен в рекламном материале заканчивались на цифру 9, 30 % — на цифру 5, 7 % — на цифру 0, а оставшиеся 7 цифр использовались только в немногим более чем 3 % рассмотренных в исследовании цен. 
Каушик Басу использовал теорию игр в 1997 году, чтобы подтвердить, что рациональные потребители оценивают своё собственное время и усилие при вычислении. Такие потребители воспринимают цену слева направо и будут иметь тенденцию мысленно заменять последние две цифры цены приблизительной оценкой значения «компонента цента» всех товаров на рынке. На достаточно большом рынке это подразумевает, что любой отдельный продавец может использовать наибольший «компонент цента» (99¢), значительно не затрагивая средний уровень компонентов цента и не изменяя поведение клиента.
Введение евро в 2002 году, с его различными обменными курсами, исказило существующие номинальные ценовые образцы, в то же время сохраняя реальные цены. В рамках обширного европейского исследования (el Sehity, Hoelzl и Kirchler, 2005) изучались цифры розничной цены до и после введения евро в качестве ценового регулятора. Результаты исследования продемонстрировали чёткую тенденцию к психологическому ценообразованию после номинального шока введения евро. Впоследствии закон Бенфорда — как инструмент измерения ценовых цифр — был успешно введен в контекст ценообразования. Важность этого инструмента для определения неисправностей в ценах была продемонстрирована — а вместе с тем и чёткая тенденция к психологическому ценообразованию после номинального шока введения евро.